# Poowong
Poowong (587 habitants) est une localité du Victoria, en Australie à 111 km au sud-est de Melbourne et à 8 km au nord-ouest de Korumburra. Elle est située dans le sud du Gippsland.

## Référence
- Statistiques sur Poowong